# Doni szfinx

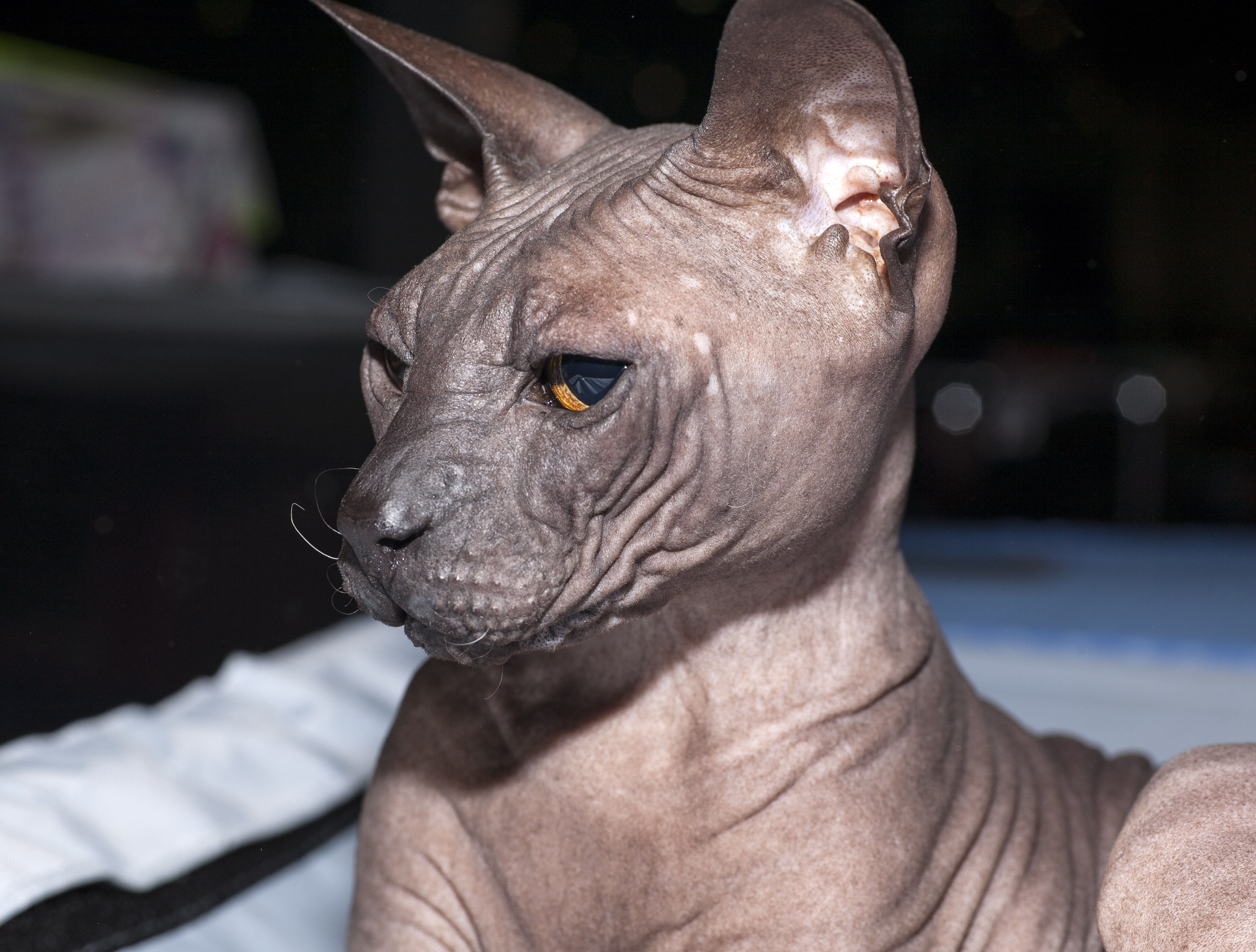
Doni szfinx

A doni szfinx (Donskoy, Don hairless) a házi macska egy fajtája, amely domináns génekkel rendelkezik a szőrtelenségre.

## Eredete
Az első szőrtelen macskák először 1987-ben, Oroszországban, Rosztov-na-Donuban tűntek fel. Az egész egy Varvara (Barbara) nevű cicával kezdődött, amelyet Jelena Kovaljova fogadott be az utcáról. A macska „kopaszságát” először betegségnek hitték, majd idővel bebizonyosodott, hogy stabil és örökölhető tulajdonság. Irina Nyeminkina macskatenyésztő és tenyészettulajdonos kezdte el tartani és tenyészteni ezt a fajta macskát. Az első tenyészmacska Csita volt. A következő 10 évben elkezdődött a tenyésztés Rosztov-na-Donuban és Szentpéterváron, ami nagy népszerűséget szerzett a fajtának Oroszországban és szerte Európában.
- 1987: Rosztov utcáin találtak egy szőrtelen cicát, Varvarát.
- 1989: Megszületett Varyalle mint a szőrtelen kiscicák egyike.
- 1994: A doni szfinx tenyésztése sziámi és orientál keresztezésével, amelyből egy új fajta született: a peterbald.
- 1997: A fajtát regisztrálta a WCF és a TICA szervezete.
- 2007: Ideiglenesen elfogadott tenyészfajta lett a FIFE szervezetében.
- 2008. április 21-én Chita, a doni szfinx-tenyészet alapító anyja elérte 18. életévét.
- 2008: A doni szfinx véglegesen elismert fajta lett.
- 2010: A vezetőség elfogadta, hogy a fajta 2011-től indulhat az összevetéseken.[2]

## Megjelenése
A doni szfinxek erős, jó izomzatú, gyűrött bőrű macskák. Három alaptípusuk van: szőrtelen, velúr és kefe. Néhány szőrtelen fajtának még a bajsza és a szemöldöke is hiányzik. A bőrük lágy, meleg és néha ragadós. Az egész testet finom redőzött bőr borítja. A velúr típusú macskák testét kényes szőr borítja, aminek a tapintása a velúréhoz hasonló. A kefe típusúaknak rövid, vékony szálú szőrük van. A velúr és a kefe típusúak az idő folyamán lesznek szőrtelenek. A kezdeti szőr nem szegi meg a tenyészeti standardot és nem számít tenyészhibának.
A szőr mennyisége meghatározza a kiscica árát. A doni szfinxek különböző színűek lehetnek. Mind a három típusú macskát használják a tenyésztésben.
A doni szfinxeket magas testhőmérséklet jellemzi, az érintésük forrónak tűnik. Ez az oka néhány olyan elképzelésnek, hogy a macskáknak gyógyító hatásuk van.

## Tartása
Bőrük hasonló az emberéhez: ha melegük van, izzadnak, leéghetnek a forró napsütésben, és ők is lebarnulnak. Télen egy kis zsírpárnát növesztenek a hasukra, ami a meleg időszakra eltűnik. Ez a kis zsírpárna a pocakjuknál raktározódik.
A magas testhőmérsékletük miatt több táplálékra van szükségük, mint más macskafajtáknak. Ez a magas testhőmérséklet segíti a betegségekkel szembeni ellenálló képességüket. A felnőtt egyedek szinte minden betegségnek ellenállnak, de azért nem árt, ha távol tartjuk őket a huzatos helyektől.

## Hasonló fajták
- Bambino
- Dwelf
- Elf cat
- Kanadai szfinx, szfinx
- Kohona/Kohana, hawaiian hairless
- Peterbald
- Ukrán levkoy

## Allergia
Vannak olyan feltételezések, hogy a doni szfinx nem okoz allergiát, ez nem feltétlen igaz. Természetesen a macskatulajdonosoknak nincs problémájuk a macskaszőrrel, de vannak olyan allergiák, amiket a bőr vagy a nyál okozhat, és ezek függetlenek a szőrtől.